# Lucie-Madeleine d'Estaing
Lucie-Madeleine d'Estaing, född 1743, död 1826, är känd som älskarinna till kung Ludvig XV av Frankrike från 1760 till 1763.  Hon och Ludvig XV fick två barn tillsammans.
Hon var utomäktenskaplig dotter till Charles François d'Estaing, vicomte de Ravel, marquis de Sailhant, och Magdeleine Erny de Mirfond. Hon var halvsyster till Charles Henri d'Estaing. 
Hon blev 1760 petite maîtresse (inofficiell mätress) till kungen i Parc-aux-cerfs. Förhållandet med kungen avslutades efter den andra dotterns födsel. Hennes halvbror lät  legitimera henne 1768 och gav henne slottet Ravel med tillhörande inkomst, och hon gifte sig samma år med greve François de Boysseulh (d. 1807). 
Hon fick två döttrar med kungen: Agnès-Lucie Auguste född 1761 och Aphrodite-Lucie Auguste född 1763, officiellt registrerade som döttrar till 'Lucie Citoyenne' och 'Louis Auguste'. Döttrarna uppfostrades i klosterskolan Chaillot och fick intyg på adelskap och pensioner av kungen vid hans död.